# Канаро, Франсиско
Франси́ско Кана́ро (исп. Francisco “Pirincho” Canaro; 26 ноября 1888 — 14 декабря 1964 года) — аргентинский и уругвайский музыкант, композитор и дирижёр. Одна из самых знаковых фигур в музыке аргентинского танго. Своё прозвище «Pirincho» Канаро получил ещё в самом детстве за свои волосы, похожие на хохолок птицы, обитающей в области Ривер Плейт.

## Биография
Франсиско Канаро родился в 1888 году в уругвайском городе Сан-Хосе-де-Майо в семье бедных итальянских эмигрантов. Когда ему было около 10 лет, родители переехали в столицу Аргентины, Буэнос-Айрес. С раннего детства вынужденный зарабатывать деньги, он успел поработать разносчиком газет, маляром.
Но несмотря на бедность Канаро всё время стремился к музыке. Первые аккорды в своей жизни он смог взять на гитаре соседского сапожника. Чуть позже он сделал свою первую «скрипку» из банки для масла и накладных деревяшек. Первые деньги он заработал, играя по памяти танго на танцевальных вечерах в своем районе. Однако официальный дебют состоялся в маленьком городке Ранчос, в ста километрах от Буэнос-Айреса, хотя по ряду причин выступление оказалось не очень удачным.
Вернувшись домой, Канаро познакомился с новым соседом, бандонеонистом Висенте Греко, который позднее стал создателем термина «Orquesta Típica», определявшего типовой состав танго-оркестра. После этой встречи, в 1908 году Канаро решает полностью посвятить себя танго. На тот момент Канаро уже был достаточно известен в своем районе.
Позднее оркестр, в котором играл Канаро, стал первым, кого начали принимать в аристократических кругах Аргентины. Именно на этих балах в 1914 году он в первый раз взял дирижёрскую палочку.
Со временем он добился такого успеха, что в Аргентине даже появилась расхожая фраза «богат как Канаро» и анекдот о том, что как-то Карлос Гардель отказался отдавать Канаро довольно приличный долг со скачек, мотивировав это своей бедностью по сравнению с последним.
В 1925 году Канаро едет в Париж, где танго стало модным развлечением. Туда он взял с собой певцов Агустина Ирусту и Роберто Фугасота, дуэт, собранный им совместно с пианистом Лучио Демаре. Это трио на протяжении более 10 лет имело огромный успех в Испании и других странах Европы.
Вернувшись через два года домой, Канаро обнаружил, что появилось большое количество новых танго-оркестров. Поэтому он отправляется в большое турне по всей стране, добиваясь большей известности. Также он довольно активно начал осваивать новые возможности, предоставляемые вещанием новых популярных радиостанций.
В начале 1930-х Канаро с успехом поставил несколько мюзиклов. Он использовал простые сценарии, ввел некоторый элемент «симфоничности» в исполняемые композиции. Несколько старых мелодий он переименовал, добавив к ним партию певца.
Единственная неудача постигла Канаро в кинобизнесе. Ни один из его фильмов не имел успеха, он вынужден был продать производство.
В 1956 году Канаро выпустил мемуары «Mis 50 años Con El Tango» (Мои 50 лет с танго).
Именем Канаро названа улица в Монтевидео.

## Музыка и влияние Канаро
Своё первое танго «Pinta brava» Канаро написал в 1912 году. За всю свою карьеру Канаро заявил под своим именем такое большое количество произведений, что до сих пор продолжаются споры, какие из них он написал сам, а какие купил у менее известных композиторов.
По разным оценкам, существует от 3500 до 7000 выполненных им записей.
В 1924 году Канаро стал первым, включив в состав танго-оркестра певца для исполнения короткого куплета в центральной части композиции, фактически, открыв новую эру танго. На тот момент первым «танго-шансонье» стал Роберто Диас. Чуть позднее Канаро первым ввел в оркестр контрабас. А в 1921 году он собрал танго-оркестр из 32 музыкантов, что до сих пор считается рекордом.